# MBT-70

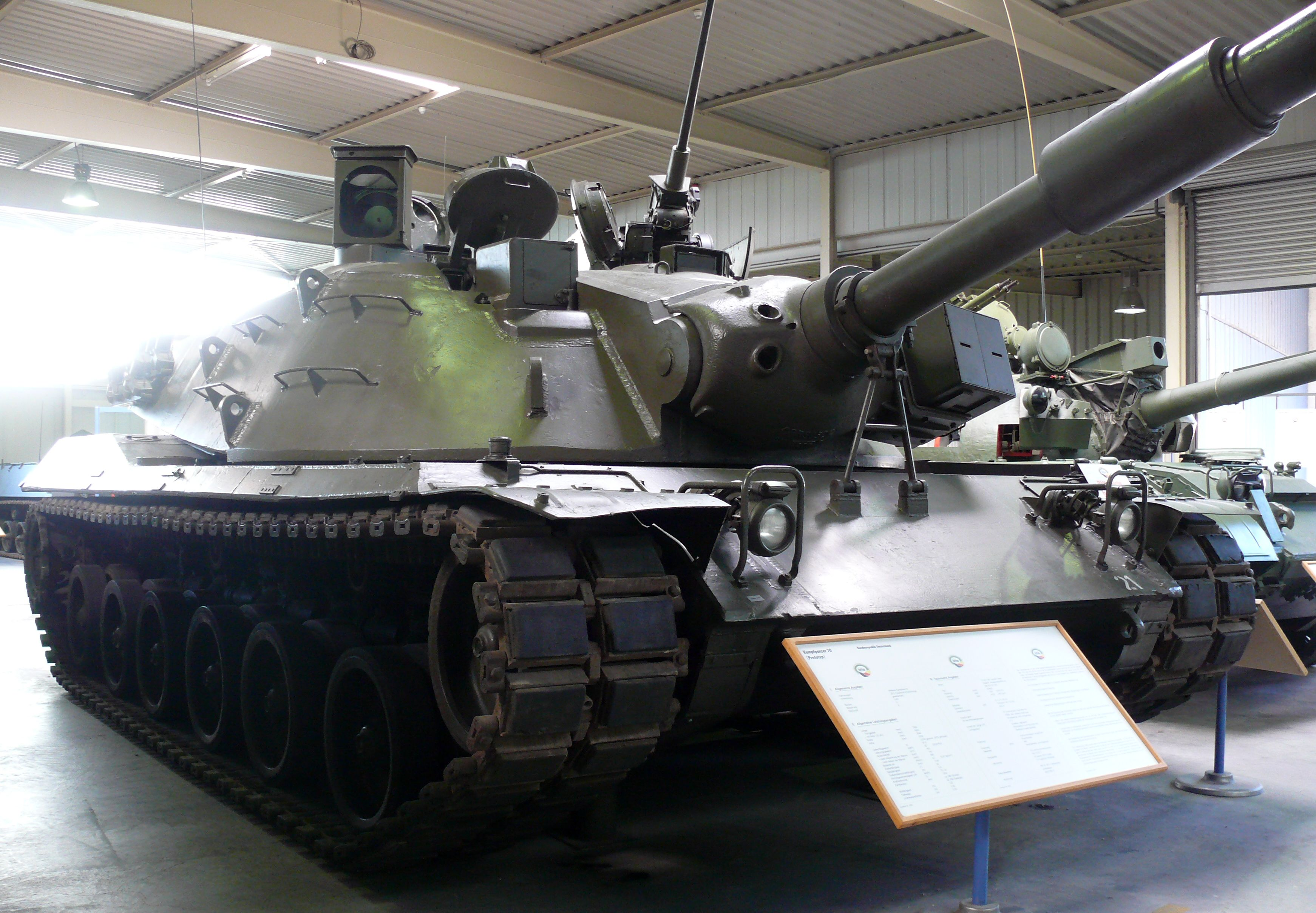
MBT-70 (Tyskland)

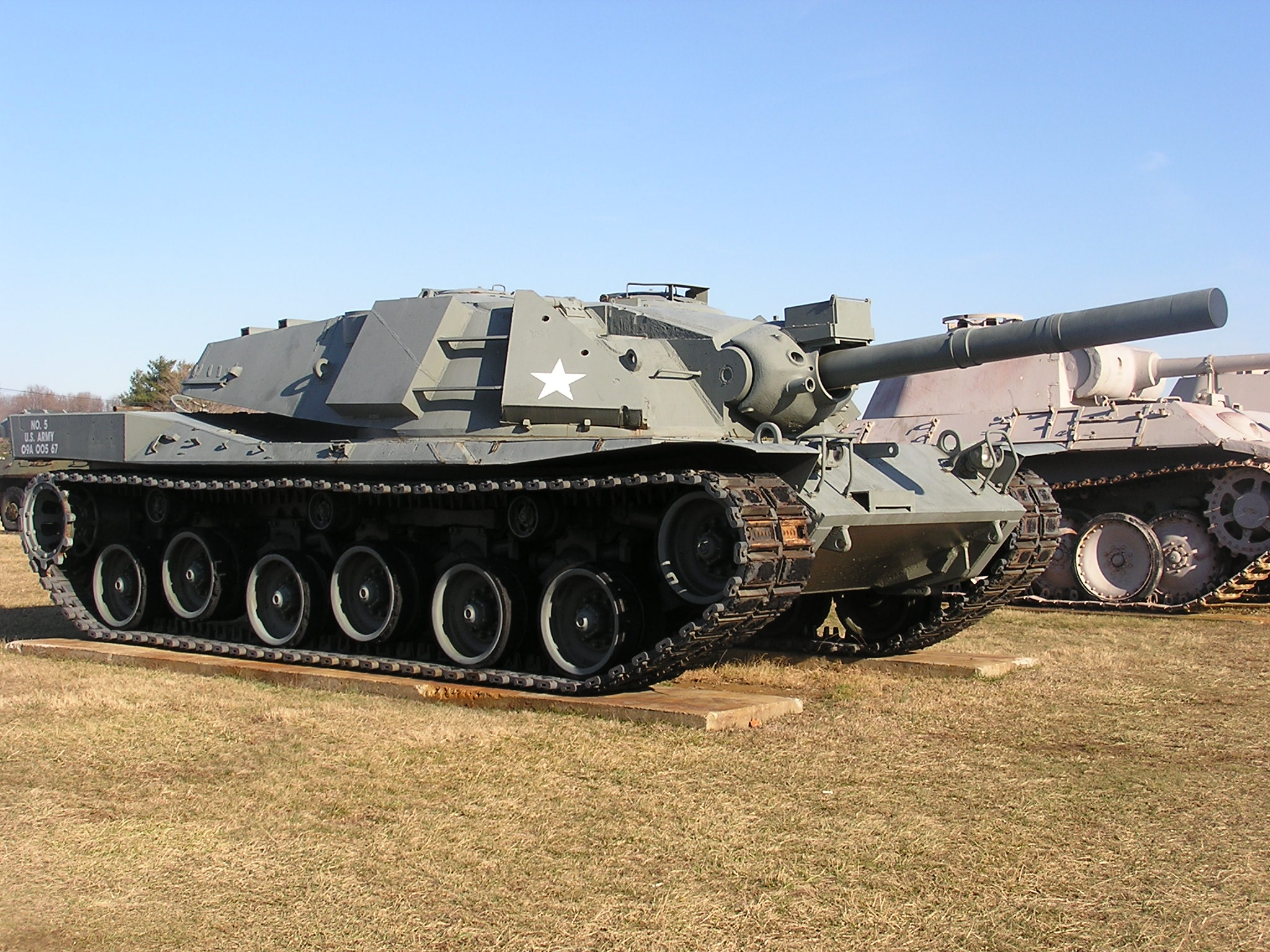
MBT-70 (USA)

MBT-70 (engelska: Main Battle Tank 70), eller KPz-70 (tyska: KampfPanzer 70), var ett amerikansk-västtyskt utvecklingsprojekt syftande till att ta fram en ny huvudstridsvagn åt de båda länderna. Projektet påbörjades 1963 och avslutades slutligen efter stora förseningar och budgetöverskridanden 1971, då bägge länderna gått vidare på varsitt håll med vad som kom att bli M1 Abrams (USA) respektive Leopard 2 (Tyskland).

## Utveckling
Formellt startade MBT-70-projektet med undertecknande av ett utvecklingskontrakt 1963 även om vissa förberedelser pågått tidigare än så. Tanken var att USA och Tyskland gemensamt skulle möta "hotet" från Sovjetunionen genom att skapa en "superstridsvagn" som skulle vara ett stort kliv framåt i fråga om såväl framkomlighet som skydd och beväpning. Totalt byggdes 14 prototyper innan projektet lades ner.
En avancerad gashydraulisk fjädring skulle ge MBT-70 oöverträffad framkomlighet över terräng i höga hastigheter, med hjälp av denna kunde stridsvagnens höjd justeras av föraren från 10 cm ända upp till 71 cm markfrigång. Skyddet bestod av skiktat pansar med flera lager av olika pansartyper som skulle bryta upp och oskadliggöra inkommande projektiler. Även separat ammunitionslagring med "blow out"-paneler som riktar explosionen utåt vid en eventuell penetration planerades, en funktion som kom att leva vidare på M1 Abrams och som vid flera tillfällen räddat liv på besättningsmedlemmar.
Beväpningen blev tidigt en orsak till osämja i projektet, då amerikanarna ville använda en 152 mm lågtryckskanon med förmåga att skjuta både pansarspränggranater och trådstyrda pansarvärnsrobotar som huvudbeväpning. Tyskarna ansåg att detta var en alltför riskfylld lösning och förordade en med konventionell 120 mm slätborrad kanon. När projekt MBT-70 lades ner levde dessa två lösningar vidare, 152 mm-kanonen kom att användas på amerikanska M551 Sheridan och 120 mm-kanonen på tyska Leopardvagnen. Utöver detta var MBT-70 tänkt att få en fjärrstyrd 20 mm automatkanon i tornet, samt en koaxialmonterad 7,62 mm kulspruta.

## Nedläggning
Redan från början kantades arbetet av svårigheter orsakade av skillnader i kultur, måttenheter, prisbild och utvecklingsfilosofi. Detta i kombination med att användningen av flera oprövade tekniska lösningar som var för sig ställde till med så stora problem att man 1971 beslutade att avbryta hela projektet, som då enbart på utvecklingsstadiet hade kostat mer än dubbelt så mycket som projektets beräknade totalkostnad.